# مدير نوافذ مبلط

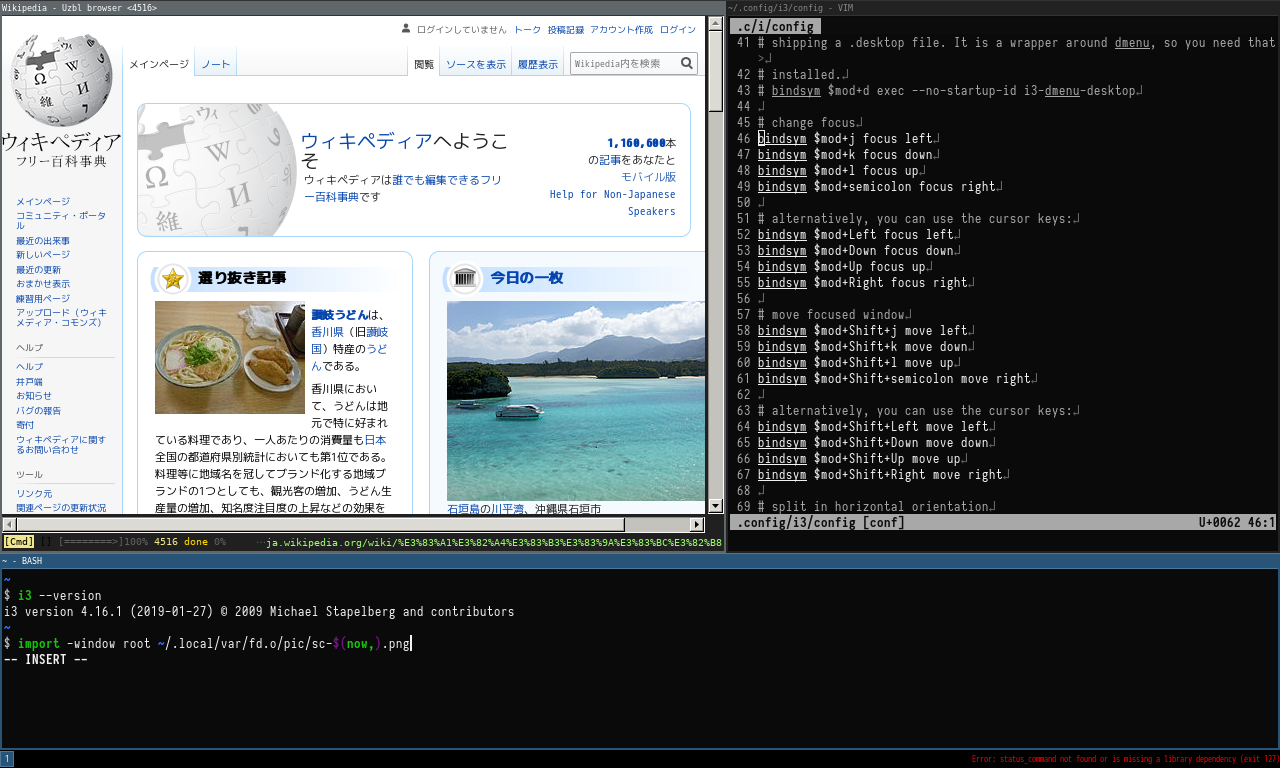
لقطة شاشة لمدير النوافذ آي3

مدير النوافذ المبلّط (بالإنجليزية: Tiling window manager)‏ هو أحد أنواع مديري النوافذ الذي يعتمد على تنظيم الشاشة باستخدام معادلات رياضية لتنظيم النوافذ في إطار غير متداخل. وهذا يختلف عن النهج الأكثر شيوعًا المستخدم من قبل مديري النوافذ المكدسة، والذين يتيحون للمستخدم سحب النوافذ بحرِّية بدلًا من جعل النوافذ مغرزة تلقائيًا في مواقع محددة. يوفر هذا الأسلوب نمطًا مختلفًا من التنظيم، على الرغم من ابتعاده عن مفهوم سطح المكتب التقليدي.